# Tyeb Mehta
Pour les articles homonymes, voir Mehta.
Tyeb Mehta est un artiste plasticien indien né le 25 juillet 1925 et mort le 2 juillet 2009.